# René Tirard
René Tirard (Le Havre, 20 luglio 1899 – Clichy, 12 agosto 1977) è stato un velocista francese.

## Palmarès

### Olimpiadi
- Argento a Anversa 1920 nella staffetta 4×100 metri.